# Gamones
Gamones – gmina w Hiszpanii, w prowincji Zamora, w Kastylii i León, o powierzchni 13,49 km². W 2011 roku gmina liczyła 96 mieszkańców.